# MELiSSA
 (mars 2024).

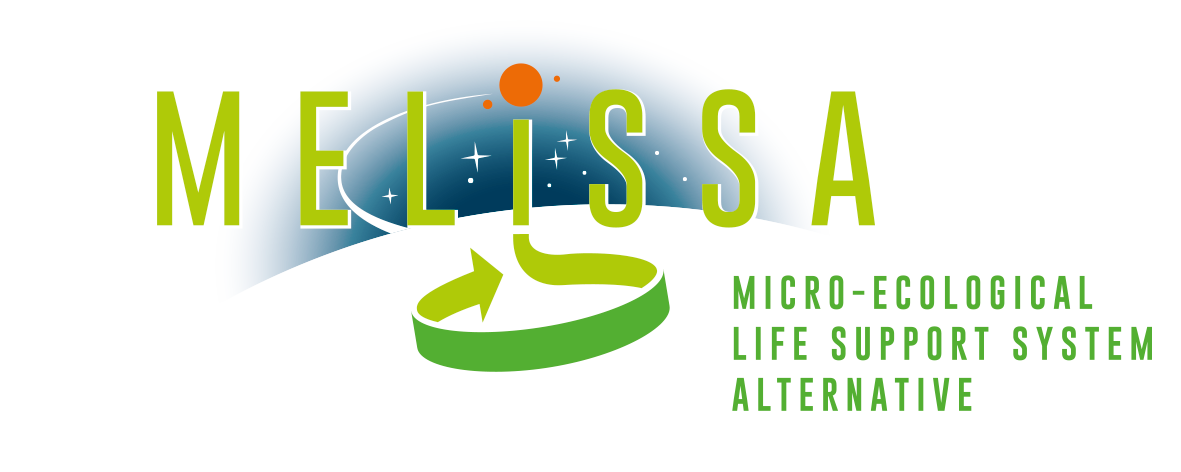
Logo Officiel

MELiSSA (en anglais : Micro-Ecological Life Support System Alternative) est un projet de l'Agence Spatiale Européenne (ESA) ayant pour objectif de développer un système de support de vie régénératif permettant de reproduire les fonctions principales de l'écosystème terrestre (production en eau, oxygène), dans une masse et un volume réduits et avec une sécurité extrême. On parle alors d’écologie fonctionnelle.
Les missions vers la planète Mars (et toutes les étapes entre la Terre et Mars) sont visées. 
Transformer tous les déchets, gérer les contaminants chimiques et microbiologiques et bien sûr alimenter en oxygène, en eau comme en nourriture, les astronautes qui effectueront ce très long voyage spatial, sont les défis étudiés par l’ESA et ses partenaires. Dans l’Espace, la survie des astronautes requiert des masses très importantes en oxygène, en eau et en nourriture (5 kg par astronaute et par jour sans compter les eaux d'hygiène), ces masses sont très coûteuses à embarquer (aujourd'hui, il n'existe pas encore de lanceurs suffisamment puissants pour embarquer des masses). Ce sont, par exemple, plus de 30 tonnes d’approvisionnement qui seraient nécessaires pour une mission habitée vers la planète Mars.
En d’autres termes, comment faire pour parvenir à recycler le dioxyde de carbone et les déchets organiques pour les transformer en nourriture, en oxygène et en eau, et ainsi ne pas commencer à  polluer d'autres planètes ? 
C’est précisément pour répondre à cette question que l’ESA, et historiquement AIRBUS, a lancé le projet MELiSSA, il y a plus de 30 ans.  
De nombreuses expériences ont déjà eu lieu au sein de la Station Spatiale Internationale (ISS), avec des résultats extrêmement encourageants. 
Aujourd’hui, le projet MELiSSA est souvent cité comme l'exemple d’économie circulaire le plus abouti, avec notamment pour résultats de nombreux transferts technologiques du spatial vers le terrestre. Citons en exemples, les brevets anti-cholestérols et la création de la Spin-off EZcol, le recyclage de l’eau et des déchets de la brasserie Koningshoeven (NL), l’étude de la consultance pour les sociétés Total et Roquette, la plateforme semi-industrielle Algosolis, mais aussi les accords de collaboration avec la Région d’Andalousie et le Dutch Water Board.
Grâce au projet MELiSSA, il sera possible de vivre dans l'espace avec un grand degré d'autonomie, de réduire considérablement la contamination de ces nouveaux environnements, et ainsi continuer à permettre une recherche sur ces planètes encore vierges.

## Historique
Le projet MELiSSA a été lancé en 1987 après un vol préliminaire à bord du satellite récupérable FSW-0 9 lancé le 5 août 1987 par une fusée chinoise Longue Marche 2C,,.

## Missions et activités
Alimenter les astronautes en eau, oxygène, et en nourriture à partir de la transformation des déchets et des contaminants chimiques et microbiologiques, est le défi étudié par l'Agence Spatiale Européenne (ESA) et ses partenaires.

### Pilot Plant
Il s’agit du site de démonstration de la souche MELiSSA sur terre est situé à l’Université Autonome de Barcelone (UAB). Les différents procédés MELiSSA sont progressivement intégrés et démontrés sur la base de vrais déchets pendant des mois. Le but ultime de ce site pilote est une démonstration de la boucle complète pour une durée de 3 ans. Le degré d'étanchéité  de cette boucle MELiSSA est le même que celui de la Station Spatiale Internationale (ISS).

## Organisation

### Pays membres
Environ 50 organisations (universités, centres de recherche, industries spatiales et entreprises terrestres) participent au projet. 15 partenaires ont signé un protocole d'accord (Memorandum of Understanding). MELiSSA est internationalement reconnu comme le projet le plus avancé en matière de développement de systèmes de support de vie en boucle fermée. Les signataires du nom de MELiSSA sont présentés ci-dessous.
| Gestion du projet                  | Pays |
| ESA                                |      |
| Partenaires officiels              |      |
| Enginsoft                          | IT   |
| Fondation MELiSSA                  | BE   |
| SCK CEN                            | BE   |
| SEMiLLA IPSTAR                     | NL   |
| Sherpa Engineering                 | FR   |
| Université Autonome de Barcelone   | ES   |
| Université Clermont Auvergne       | FR   |
| Université d’Anvers                | BE   |
| Université de Gand                 | BE   |
| Université de Guelph               | CA   |
| Université de Lausanne             | CH   |
| Université de Mons                 | BE   |
| Université de Naples - Frédéric II | IT   |
| VITO                               | BE   |

## Éducation
MELiSSA accueille de nombreux étudiants, majoritairement en Master, Thèse et Post-doc. Régulièrement, la Fondation MELiSSA ouvre des positions de doctorants et post-doctorants rassemblés sous le programme POMP: Pool of mELiSSA PhD. 
Au fil des ans, l'intérêt du citoyen européen pour l'environnement, la durabilité et l'écosystème terrestre s'est accru et le projet MELiSSA est souvent perçu comme le système ultime d'économie circulaire.

## Identité Visuelle
Le logo de du projet MELiSSA est disponible sur le site officiel : www.melissafoundation.org
Nom officiel : MELiSSA (Micro-Ecological Life Support System Alternative)
Siège social : ESTEC (Pays-Bas) Keplerlaan 1, 2201 AZ Noordwijk, Pays-Bas
Création : 1987
Effectif : 100
Chef du projet : Christophe Lasseur
Site internet: www.melissafoundation.org